# ГЕС Фонтана
ГЕС Фонтана — гідроелектростанція у штаті Північна Кароліна (Сполучені Штати Америки). Знаходячись перед ГЕС Cheoah, становить верхній ступінь каскаду на річці Літтл-Теннессі, лівій притоці Теннессі (дренує Велику долину у Південних Аппалачах та впадає ліворуч до Огайо, котра в свою чергу є лівою притокою Міссісіпі).
В межах проекту річку перекрили бетонною гравітаційною греблею висотою 146 метрів (від підошви фундаменту, висота від тальвегу 141 метр) та довжиною 721 метр, яка потребувала 2725 тис. м3 матеріалу. Вона утримує витягнуте по долині річки на 47 км водосховище з площею поверхні 41,6 км2 та об'ємом 1915 млн м3 (в тому числі 635 млн м3 можуть використовуватись для протиповеневих заходів).
Пригреблевий машинний зал обладнаний трьома турбінами типу Френсіс загальною потужністю 304 МВт, які використовують напір у 100 метрів.